# Shang-Chi (Marvel Cinematic Universe)
Xu Shang-Chi è un personaggio immaginario interpretato da Simu Liu nel franchise del Marvel Cinematic Universe (MCU), basato sull'omonimo personaggio di Marvel Comics. Nel franchise, Shang-Chi è figlio di Ying Li, la custode del mistico villaggio di Ta Lo, e di Wenwu, fondatore e primo leader dell'organizzazione terroristica dei Dieci Anelli.
Addestrato fin da giovane dal padre per diventare un letale artista marziale e assassino, insieme alla sorella Xialing, Shang-Chi abbandona l'organizzazione per condurre una vita normale a San Francisco. Tuttavia, sarà costretto a confrontarsi con il passato quando Wenwu lo rintraccerà. Dopo un viaggio a Ta Lo, terra natale della madre, e un intenso scontro con il padre, Shang-Chi eredita i Dieci Anelli di Wenwu. Insieme al Grande Protettore, il drago guardiano di Ta Lo, unisce le forze per combattere un potente demone noto come l'Abitante dell'Oscurità.
Shang-Chi è stato riconosciuto come il primo supereroe asiatico protagonista di un film ad alto budget. L'interpretazione di Simu Liu ha ricevuto ampi consensi. Il personaggio è apparso per la prima volta in Shang-Chi e la leggenda dei Dieci Anelli (2021) e tornerà sia nel sequel del film sia in Avengers: Doomsday (2026). Versioni alternative di Shang-Chi compaiono anche nella terza stagione di What If...? (2024) e nella serie animata Marvel Zombies (2025).

## Accoglienza
Karen Rought di Hypable ha elogiato la scelta di mostrare Shang-Chi già consapevole della propria identità e delle proprie capacità sin dall’inizio, in contrasto con molte origin story tradizionali viste in altri film di supereroi. A tal proposito, Rought ha osservato: «Sì, questa è una storia di origini, ma riguarda più l’accettazione di sé che la scoperta di sé... è stata una boccata d’aria fresca per un film introduttivo su un nuovo personaggio del MCU». Ha descritto l’interpretazione di Simu Liu come: «ci offre una dicotomia perfetta nel suo ruolo... È un ragazzo gentile, goffo, normale, che nasconde un segreto». Justin Chang di NPR è stato colpito dalla complessa relazione tra Shang-Chi e suo padre Wenwu, affermando: «[Shang-Chi] ha una rivalità complicata e vagamente edipica con il padre, che lo ha trasformato nella macchina da guerra che è oggi, sottoponendolo a ogni sorta di manipolazione e abuso», sottolineando così «le profondità del suo trauma». Herb Scribner del Deseret News ha definito Shang-Chi «assolutamente eccellente», affermando che «deve continuare ad avere un ruolo nei prossimi film Marvel». Secondo lui, «nel ruolo di Shang-Chi, Liu cammina sulla sottile linea tra un giovane che cerca di trovare la propria strada e un ragazzo vulnerabile in cerca della sua famiglia». Ha inoltre paragonato favorevolmente il personaggio ad altri protagonisti del MCU, tra cui Thor e Bruce Banner.
Dopo la riemersione di alcuni commenti di Simu Liu in un'intervista del 2017, in cui l'attore raccontava che i suoi genitori gli avevano descritto la Cina come un paese del "terzo mondo" dove le persone "morivano di fame", l'uscita di Shang-Chi e la leggenda dei Dieci Anelli in Cina è diventata altamente improbabile. Questo ha suscitato delusione tra molti fan cinesi, che si sono detti dispiaciuti di non poter vedere il film. Alcuni, tuttavia, hanno riconosciuto positivamente la scelta della produzione di rimuovere elementi controversi legati ai personaggi originali dei fumetti, considerati culturalmente problematici.